# 王者の休日
「王者の休日」（おうじゃのきゅうじつ）は、日本のヒップホップMC、KREVAのメジャー19枚目のシングルである。発売元はポニーキャニオン。

## 概要
- アルバム『SPACE』の先行シングル。
- トラックはDABO, ANARCHY, KREVA「I REP」以来BACHLOGICが担当。
- 初回盤・通常盤の2形態でリリースされた。初回盤には9月6日に大阪で行われたビルボードライブ5周年記念「音楽ノチカラ」スペシャルライブを音源化したライブCDが付いている。ライブCDとして音源化されるのはKREVAのキャリアとして初となる[1]。なお、予約購入先着特典(初回盤・通常盤とも) として、KREVA 2013年ポスターカレンダー（B2サイズ）が付いてきた。
- 本シングル発売を受け、中華料理チェーン店「餃子の王将」（東日本地区店舗）とのコラボレーションが実現し、2013年1月12日から1月31日の期間限定でKREVAセレクトによる限定セット「王者セット」が908円で発売された。同セットを注文すると先着でオリジナルステッカーがプレゼントされた[2][3]。
- 2019年、ソロデビュー15周年を記念して行われた9カ月連続リリース企画の第5弾として、王者の休日をバンドサウンドで新たにスタジオレコーディングした「王者の休日 〜2019 Ver.〜」のダウンロードコード付きボクサーパンツが、アーティスト支援プラットフォーム・WIZYより限定販売された[4]。

## 収録曲
DISC1
1. 王者の休日
2. No More Mr. NiceGuy Remix feat. KEN THE 390, AKLO, 坂本美雨
前作Na Na Naのカップリング曲「No More Mr. NiceGuy feat. KEN THE 390, AKLO」のリミックスで、新たに坂本美雨が参加。
3. 王者の休日 (Inst.)
4. 王者の休日 (Acappella)

DISC2
初回盤のみ 
2012.9.06 at Billboard Live OSAKA 『ビルボードライブ5周年記念「音楽ノチカラ」スペシャルライブ』
1. パーティーはIZUKO?
2. NO NO NO feat. SONOMI
3. ビコーズ
4. EGAO
5. Tonight
6. 音色